# Campeonato Profesional 1980
Il Campeonato Profesional 1980 fu la 33ª edizione della massima serie del campionato colombiano di calcio, e fu vinta dall'Atlético Junior.

## Avvenimenti
Ai gironi semifinali da 4 squadre (denominati Cuadrangulares semifinales) hanno accesso le 4 squadre meglio posizionate nel torneo Apertura, più le prime due classificate di ciascun girone del torneo Finalización.

## Partecipanti
- América de Cali
- Atlético Bucaramanga
- Atlético Junior
- Atlético Nacional
- Cúcuta Deportivo
- Deportes Quindío
- Deportes Tolima
- Deportivo Cali
- Deportivo Pereira
- Independiente Medellín
- Millonarios
- Santa Fe
- Unión Magdalena
- Varta Caldas

## Torneo Apertura
|  | Pos. | Squadra                | Pt | G  | V  | N  | P  | GF | GS | DR  |
|  | ---- | ---------------------- | -- | -- | -- | -- | -- | -- | -- | --- |
|  | 1.   | Atlético Junior        | 35 | 26 | 12 | 11 | 5  | 35 | 15 | +20 |
|  | 2.   | Deportivo Cali         | 35 | 26 | 13 | 9  | 4  | 45 | 28 | +17 |
|  | 3.   | Varta Caldas           | 34 | 26 | 13 | 8  | 5  | 33 | 20 | +13 |
|  | 4.   | Deportivo Pereira      | 31 | 26 | 10 | 11 | 5  | 28 | 20 | +8  |
|  | 5.   | Deportes Quindío       | 27 | 26 | 9  | 9  | 8  | 25 | 29 | -4  |
|  | 6.   | Millonarios            | 26 | 26 | 9  | 8  | 9  | 42 | 37 | +5  |
|  | 7.   | América de Cali        | 26 | 26 | 9  | 8  | 9  | 36 | 33 | +3  |
|  | 8.   | Atlético Nacional      | 26 | 26 | 8  | 10 | 8  | 33 | 34 | -3  |
|  | 9.   | Santa Fe               | 26 | 26 | 8  | 10 | 8  | 34 | 36 | -2  |
|  | 10.  | Unión Magdalena        | 24 | 26 | 8  | 8  | 10 | 27 | 36 | -9  |
|  | 11.  | Independiente Medellín | 22 | 26 | 6  | 10 | 10 | 30 | 33 | -3  |
|  | 12.  | Deportes Tolima        | 19 | 26 | 4  | 7  | 10 | 26 | 41 | -15 |
|  | 13.  | Atlético Bucaramanga   | 18 | 26 | 5  | 8  | 13 | 30 | 46 | -16 |
|  | 14.  | Cúcuta Deportivo       | 15 | 26 | 3  | 9  | 14 | 21 | 39 | -18 |

Legenda:

         Qualificato ai gironi semifinali; inserito nel gruppo A.
         Inserito nel gruppo A.
         Inserito nel gruppo B.
Note:
Due punti a vittoria, uno a pareggio, zero a sconfitta.

## Torneo Finalización

### Gruppo A
|  | Pos. | Squadra           | Pt | G  | V | N  | P  | GF | GS | DR  |
|  | ---- | ----------------- | -- | -- | - | -- | -- | -- | -- | --- |
|  | 1.   | Deportivo Cali    | 26 | 21 | 8 | 10 | 3  | 41 | 28 | +13 |
|  | 2.   | Millonarios       | 26 | 21 | 8 | 10 | 3  | 36 | 31 | +5  |
|  | 3.   | América de Cali   | 25 | 21 | 8 | 9  | 4  | 30 | 26 | +4  |
|  | 4.   | Deportivo Pereira | 21 | 21 | 6 | 9  | 6  | 38 | 39 | -1  |
|  | 5.   | Varta Caldas      | 18 | 21 | 4 | 10 | 7  | 18 | 22 | -4  |
|  | 6.   | Deportes Quindío  | 14 | 21 | 2 | 10 | 9  | 15 | 24 | -9  |
|  | 7.   | Atlético Junior   | 10 | 21 | 2 | 6  | 11 | 12 | 28 | -16 |

Legenda:
         Qualificato ai gironi semifinali.
Note:
Due punti a vittoria, uno a pareggio, zero a sconfitta.

### Gruppo B
|  | Pos. | Squadra                | Pt | G  | V  | N  | P  | GF | GS | DR  |
|  | ---- | ---------------------- | -- | -- | -- | -- | -- | -- | -- | --- |
|  | 1.   | Cúcuta Deportivo       | 28 | 21 | 10 | 8  | 3  | 33 | 22 | +11 |
|  | 2.   | Atlético Nacional      | 26 | 21 | 10 | 6  | 5  | 34 | 26 | +8  |
|  | 3.   | Deportes Tolima        | 26 | 21 | 9  | 8  | 4  | 29 | 21 | +8  |
|  | 4.   | Santa Fe               | 22 | 21 | 6  | 10 | 5  | 32 | 30 | +2  |
|  | 5.   | Independiente Medellín | 20 | 21 | 7  | 6  | 8  | 22 | 24 | -2  |
|  | 6.   | Unión Magdalena        | 19 | 21 | 6  | 7  | 8  | 19 | 24 | -5  |
|  | 7.   | Atlético Bucaramanga   | 13 | 21 | 2  | 9  | 10 | 18 | 30 | -12 |

Legenda:

         Qualificato ai gironi semifinali.
         Allo spareggio per la qualificazione ai gironi semifinali.
Note:
Due punti a vittoria, uno a pareggio, zero a sconfitta.

### Spareggio

#### Andata
| Arbitro: | Aristizábal |

|                                      |           |  |
| Castañeda 20’, 82’ Vilarete 30’, 89’ | Marcatori |  |

#### Ritorno
| 30 ottobre 1980 | Deportes Tolima | 1 – 0 referto | Atlético Nacional | A tavolino. |

Atlético Nacional qualificato ai gironi semifinali.

## Gironi semifinali

### Gruppo A
|  | Pos. | Squadra          | Pt | G | V | N | P | GF | GS | DR |
|  | ---- | ---------------- | -- | - | - | - | - | -- | -- | -- |
|  | 1.   | América de Cali  | 9  | 6 | 4 | 1 | 1 | 9  | 4  | +5 |
|  | 2.   | Deportivo Cali   | 8  | 6 | 3 | 2 | 1 | 11 | 6  | +5 |
|  | 6.   | Millonarios      | 5  | 6 | 2 | 1 | 3 | 8  | 13 | -5 |
|  | 7.   | Cúcuta Deportivo | 2  | 6 | 0 | 2 | 4 | 6  | 11 | -5 |

Legenda:
         Qualificato al girone finale.
Note:
Due punti a vittoria, uno a pareggio, zero a sconfitta.

### Gruppo B
|  | Pos. | Squadra           | Pt | G | V | N | P | GF | GS | DR |
|  | ---- | ----------------- | -- | - | - | - | - | -- | -- | -- |
|  | 1.   | Atlético Junior   | 8  | 6 | 3 | 2 | 1 | 8  | 10 | -2 |
|  | 2.   | Atlético Nacional | 7  | 6 | 3 | 1 | 2 | 11 | 9  | +2 |
|  | 6.   | Varta Caldas      | 5  | 6 | 2 | 1 | 3 | 17 | 13 | -4 |
|  | 7.   | Deportivo Pereira | 4  | 6 | 1 | 2 | 3 | 8  | 12 | +4 |

Legenda:
         Qualificato al girone finale.
Note:
Due punti a vittoria, uno a pareggio, zero a sconfitta.

## Girone finale
|                     | Pos. | Squadra           | Pt | G | V | N | P | GF | GS | DR |
| ------------------- | ---- | ----------------- | -- | - | - | - | - | -- | -- | -- |
| Colombia (bandiera) | 1.   | Atlético Junior   | 9  | 6 | 3 | 3 | 0 | 9  | 6  | +3 |
|                     | 2.   | Deportivo Cali    | 8  | 6 | 2 | 1 | 3 | 11 | 10 | +1 |
|                     | 3.   | América de Cali   | 4  | 6 | 1 | 2 | 3 | 5  | 7  | -2 |
|                     | 4.   | Atlético Nacional | 2  | 6 | 0 | 4 | 2 | 9  | 11 | -2 |

Legenda:

         Campione di Colombia 1980 e qualificato alla Coppa Libertadores 1981
         Qualificato alla Coppa Libertadores 1981
Note:
Due punti a vittoria, uno a pareggio, zero a sconfitta.

## Statistiche

### Classifica marcatori
| Gol |  |  | Giocatore         | Squadra           |
| --- |  |  | ----------------- | ----------------- |
| 26  |  |  | Sergio Cierra     | Deportivo Pereira |
| 24  |  |  | Eduardo Vilarete  | Atlético Nacional |
| 21  |  |  | Mário de Queiroz  | Millonarios       |
| 18  |  |  | Willington Ortiz  | Deportivo Cali    |
| 17  |  |  | Alberto Santelli  | Santa Fe          |
| 17  |  |  | Guillermo La Rosa | Atlético Nacional |
| 16  |  |  | Jorge Cáceres     | América de Cali   |
| 16  |  |  | Alberto Benítez   | Deportivo Cali    |
| 15  |  |  | Ángel Torres      | Deportivo Cali    |
| 15  |  |  | Ricardo Viera     | Cúcuta Deportivo  |